# 関口新心流

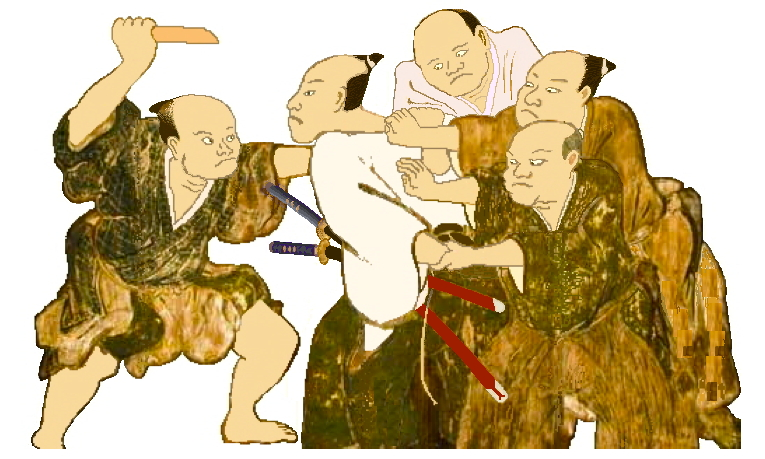
関口新心流柔術図・文化9年 (1812年) に安井金比羅宮へ奉納された秘術図とされる絵馬から復元

関口新心流（せきぐちしんしんりゅう）は、江戸時代初期に関口氏心（せきぐちうじむね）が開いた柔術流派である。柔術という語の嚆矢であるとされている。
柔術と併せ剣術や居合術も伝承し、この三術で一武術体系を築く流派で、幕末まで紀州徳川家御流儀のひとつであった。
関口流、新心流と称する伝系もある。

## 歴史
関口氏は今川氏庶流であったが、松平元康（徳川家康）の正室 築山殿が関口氏出身であったこと、桶狭間の戦い以後の今川氏の没落、今川氏真との確執により、松平氏（徳川氏）に仕えることとなる。氏心の父・関口外記氏幸は家康の嫡子松平信康の家臣であったが、信康の死後は浪々の身になったとされる。
関口氏心は隠居剃髪後の号から関口柔心とも呼ばれた。
流派名は関口氏心が「日々、新たなる心で工夫を成し」柔を大成したことに因み関口新心流としたと伝えられる。藩によっては関口真心流と表記する場合もある。
『関口新心流柔之意趣』では、他国に徘徊して教えていたと書かれている。当初は信昌の孫、松平忠隆（加納藩主）に仕えたが、忠隆の死後は本多氏「本多政朝（姫路藩主）、本多政勝（郡山藩主）」に仕えたが出奔、大久保忠職（明石藩主）預かりとなったのち、徳川頼宣（紀州藩主）に客分として召し出された。

柔心の跡を継ぎ、長男の関口氏業（関口氏行・関口魯伯）が継承するが、武士の俸禄は自力で得るものとして諸国修行に出る。江戸にて、真田幸道（松代藩主）、渋川義方（渋川流流祖）らに教授したとされる。数々の奇行が伝聞されている関口氏業だが、文武に通じた識者であったため、紀州藩に帰参後は寺社奉行などの要職についた。
3代は次男の関口氏英、4代は三男の関口氏暁、5代以降は次男の関口氏英の子孫が代々継承している。

## 流祖の経歴についての説
1631年に流祖の関口氏心が書いた自著『柔新心流自序』によると、特に師に就かず独自の研究で関口新心流を編み出したと記されている。
関口氏心本人は師に就いてないと記しているが、後世に至って関口氏心の師や流派の起源について様々な説が唱えられるようになった。中には中国・西洋・オランダ・朝鮮等の他国の武術に起源を求める説もあった。特に佐賀藩の系統では大陸起源説について多く記している。
真偽の検証はされていないが主な説に下記のようなものがある。
- 三浦義辰から組討、林崎甚助または孫弟子から居合術を学んだ。
- 長崎でオランダの拳法を学んだ。
- 長崎でもろこしの拳法を学んだ。
- 江戸で陳元贇と会って密かに中国武術を研究した。
- 起倒流や良移心頭流の分派説

## 内容
柔術
手続 八本
楊柳、臂金、爪返、引違、俤、膝車、靡勝、鬼拳
撓合 八本
振込、返り撓、飛違、突込、肩附、奏者捕、奏者返、羽返
四の捕 四本
向の捕、右脇奏者、後の両臂、左脇抱倒
固 七本
右居の曲、風呂詰、小鳥緊、鳥の子、水鳥、大殺、千人白
車捕 十六本
脇差の取　(前右左後)
大小の取　(前後右左)
脇差柄取解(前後右左)
大小柄取解(前後右左)
立合 六本
行合(右左)
行連(右左)
前後の投(前後)
組合 十本
四つ手　（三本）
赤首　　（二本）
懸の止　（二本）
投の残勝（二本）
大投
立合大小 八本
大小取　　（前後左右）
大小柄取解（前後左右）
自己の誤 七本
自己、外足、杉倒、行逢投残勝、行連右刎、行連(後)、行連左脇
小具足 二十本
押突、引付、踏違、相捕、片男波、突脇差
引脇差、手続取、帰り捕、碪、朽木捕
甲引付、後透し捕、後髪頭、仰笛の刀
仰裏の刀、夢之枕、突脇差挟取、水車、拂切
中段固 十三本
片羽節、居込、如見、丸木橋、仰片羽節、浦の浪、有の取
無の取、天地、客僧、連拍子、連拍子後、連拍子脇
中段立合 十三本
四方捕(前右左後)
四方組(前右左後)
山嵐、風車、帰取、却眼投、草偃
極意固 六本
鐙詰、左右矯、反橋、逆矯、俯前後矯 伏兎白
極意立固 五本
四天、釣鐘、二人客僧、三人突立、四人固
極意小具足 十本
懸捕、廻取、逆突、鞠曲、厥色、逢〆投、突脇指偃勝、脇車、車捕、乱勝
極意固 七本
両羽節、肩蒐、突懸、千引、鋏、四人固、柔固
心持之事
居合
表 六本
左剣、手拍子、青柳刀、笹の露、雲打、恋の剣
中段 五本
流星、横雲、小続松、下り藤、車返
抜合 五本
八重垣、腰車、蟷螂剣、瀧流し、一勺の抜
裏 六本
左剣、手拍子、青柳刀、笹の露、雲打、恋の剣
中段裏 五本
流星、横雲、小続松、下り藤、車返
抜合裏 五本
八重垣、腰車、蟷螂剣、瀧流し、一勺の抜
剣術
剣術 三本
柄砕、先ノ腕止、入身ノ釣鐘
打合形 五本
死活法 （当身、活法）
八箇之當
北天、虎孔、砕巌、松風
青眼（トツコ）、破浪（大長）、后壽（了虎）、亀木（花之本）
八所之當
眉尻、耳尻、鼻、両脇、虎孔、砕巌、松風、鬼拳
極秘三箇之当
三日月之傳
大海之傳

## 系譜
江戸時代に関口家の歴代当主が御流儀指南として仕えた紀州藩のほか、全国的に普及して三大流派のひとつとされた流派であり、現在も関口家が和歌山県で伝承し、現宗家（13代）は、関口芳夫（和歌山市在住）が受け継いでいる。
2006年（平成18年）3月16日、和歌山市指定無形文化財
に指定された。続いて、2010年（平成22年）3月16日に、「関口新心流柔術・居合術・剣術」として和歌山県指定無形文化財に指定された。
また紀州以外でも同流の分派が継承されている。
関口新心流第4代・関口氏暁の系統である岡山藩に伝わったとされる関口流富田派が、柔術、棒術、居合などを伝える総合武術として和歌山、三重、大阪を中心に、北海道など各地に支部を持ち伝承されている。
- 開祖:関口弥六右衛門氏心（関口柔心）
  - 二代:関口八郎左衛門氏業（柔心の長男）
    - 関口弥左衛門頼宣
    - 渋川伴五郎 （渋川流）
      - 井澤十郎左衛門長秀（関口流抜刀術）

    - 天羽勘解由仲英（天羽流）
    - 三宅角右衛門宅重

  - 三代:関口万右衛門氏英（柔心の次男）
    - 五代:関口万右衛門氏一

  - 四代:関口弥太郎氏暁（柔心の三男）
    - 関口弥太郎喬房

### 関口氏英の系統と門人
- 開祖:関口弥六右衛門氏心（関口柔心）
- 三代:関口万右衛門氏英
  - 小野木縫殿蔵（伊予国宇和島の人） 
    - 長岡八郎兵衛英興
      - 坪川圓藏教心
        - 鈴木弥藤次（薩摩藩に伝える。振気流はこの系統の末流）
        - 今泉柔賀斎正春
          - 西尾源左衛門克忠
- 五代:関口万右衛門氏一
- 六代:関口外記氏元
- 七代:関口万平氏記
  - 鈴木杢右衛門友仁
- 八代:関口万右衛門氏敬
- 九代:関口万之丞氏贇
- 十代:関口柔心氏胤
  - 半田弥太郎（大東流柔術を開く）
- 十一代:関口万平氏柔
- 十二代:関口芳太郎氏中
- 十三代:関口芳夫氏広

### 富田派
- 関口弥六右衛門氏心（関口柔心）
- 関口八郎左衛門氏業
- 三宅角右衛門宅重
- 堀惣右衛門宅政
- 津田三郎左衛門永章
- 津田三郎左衛門永久
- 熊沢百介 （岡山藩）
- 門馬伝右衞門
- 清水秀高
- 山野栄三郎
- 富田啓之亮（関口流柔術富田派）

### 代不明の系統
- 堤伴九郎
  - 海老原庄蔵為典（薩摩藩、関口新心流から海老原流を開く。）

## 各系統
紀州藩以外に薩摩藩・佐賀藩・熊本藩などで伝承されていた。

## 逸話
氏心はあるとき、屋根から落ちた猫が空中で反転し無事に着地したのを見て、人間にも出来るはずと工夫し請身を創案したという伝説がある。
頼宣は家中武芸者の実力に関し、一切の妥協を許さないところがあり、時折、その実力を自ら試したという。頼宣はあるとき、城内の庭園で氏心に親しく話しかけ、安心させたところを後ろから小姓に突かせた。瞬時に転身をした氏心に、逆に小姓が池に落ち怪我をしたため、氏心に感服し二度と試すことはなかったという。

## 関口正統渋川流
もっとも有名な関口新心流の分派に関口八郎左衛門氏業（1630年-1716年）の高弟、渋川伴五郎がいる。彼は延宝8年（1680年）に皆伝を受けた後、関口氏業の江戸行きに従い、師と共に関口流の教伝に腐心していた。渋川の晩年の門人弓場弾右衛門政賢の代より渋川流を称している。

## 関口流抜刀術
江戸の昔から熊本に伝承されて来た関口流抜刀術は、肥後熊本藩御鉄砲頭の井澤十郎左衛門長秀（1686年-1730年）が、関口新心流の師範であった渋川伴五郎義方（1652年-1704年）より学んだ居合を熊本藩士に伝えた系統である。
井澤の尽力により肥後に伝播した関口流抜刀術は、維新後も熊本の地で連綿とその道統が守られている。

## その他
創作物語「水戸黄門」では、渥美格之進が本流の達人の設定である。